# Cobalos
Cobalos là một chi bướm đêm thuộc họ Noctuidae.

## Các loài
- Cobalos angelicus Smith, 1899
- Cobalos franciscanus Smith, 1899